# Liste der Monuments historiques in Fleury-Mérogis
Die Liste der Monuments historiques in Fleury-Mérogis führt die Monuments historiques in der französischen Gemeinde Fleury-Mérogis auf.

## Liste der Bauwerke
| Bezeichnung                            | Beschreibung          | Standort | Kennzeichnung | Schutzstatus | Datum | Bild |
| -------------------------------------- | --------------------- | -------- | ------------- | ------------ | ----- | ---- |
| Borne fleurdelysée Nr. 18 (Grenzstein) | nicht mehr auffindbar |          | PA00087913    | Inscrit      | 1934  |      |

## Liste der Objekte
- Monuments historiques (Objekte) in Fleury-Mérogis der Base Palissy des französischen Kultusministeriums